# Villa Medicea dell'Ambrogiana

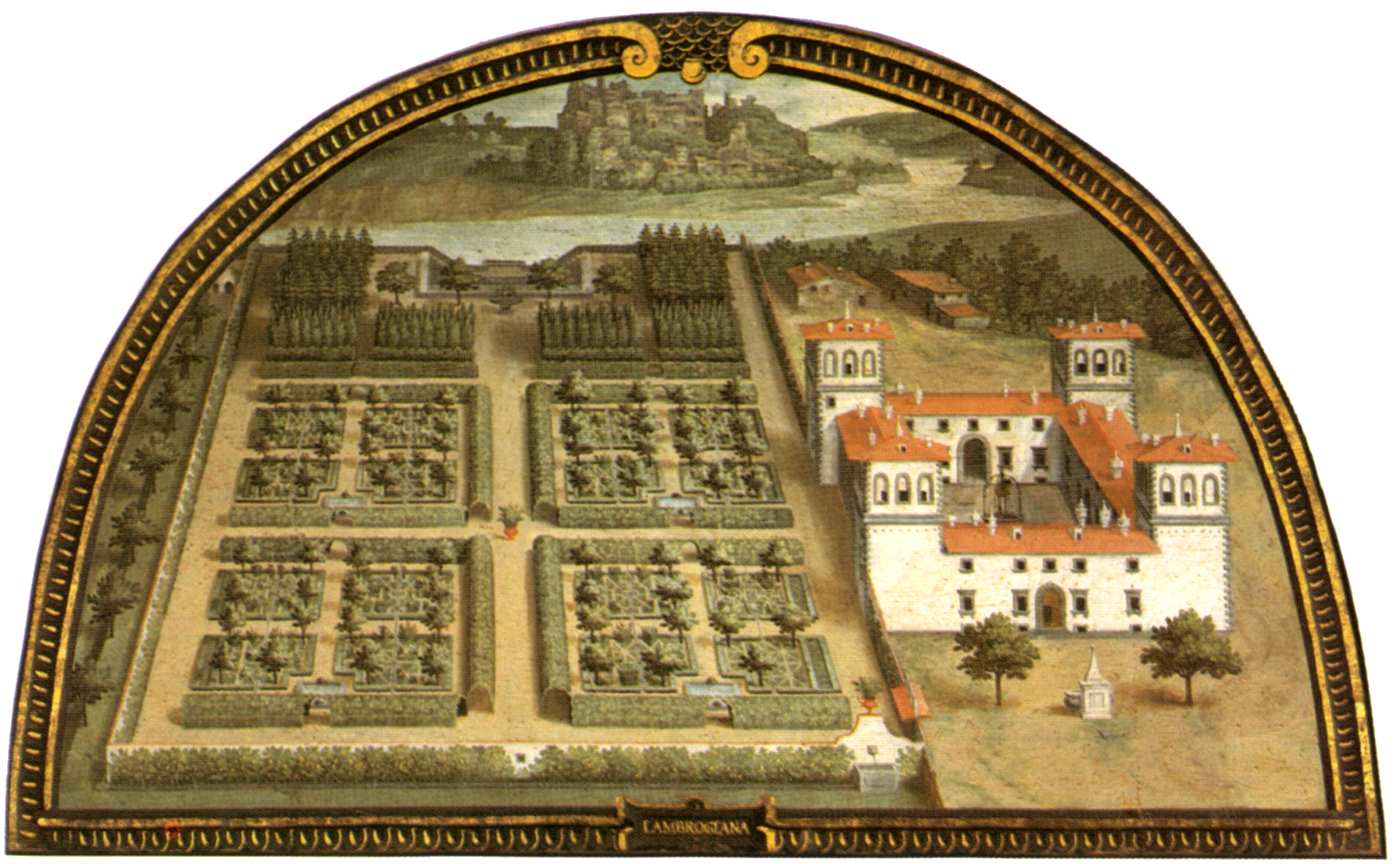
L'ambrogiana, Giusto Utens, Museo di Firenze com'era

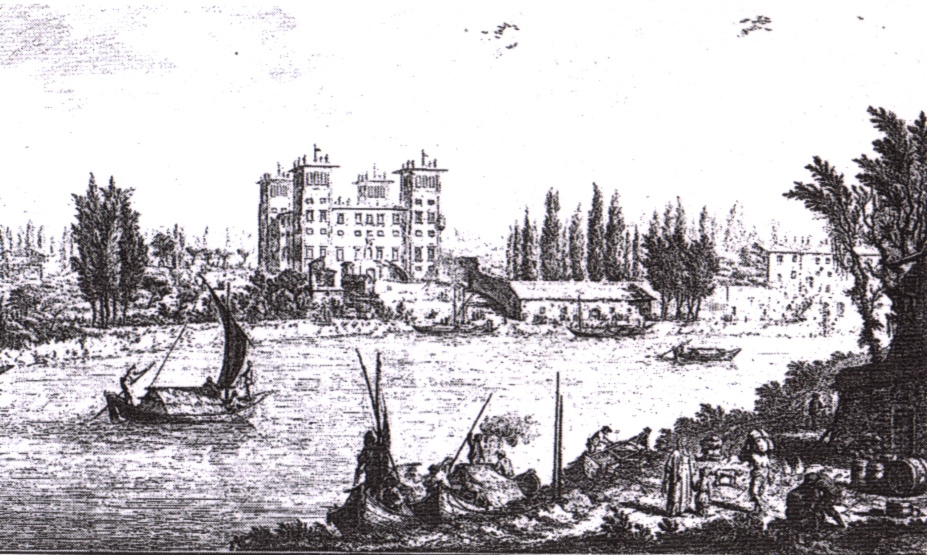
La Real Villa dell'Ambrogiana, Giuseppe Zocchi, estampe du XVIIIe siècle

La villa Medicea dell'Ambrogiana est une villa médicéenne qui se situe aujourd'hui au centre et en position élevée dans la ville de Montelupo Fiorentino.

## Historique
Son nom dérive de la famille des Ambrogi, auprès desquels les Médicis acquirent une propriété avant la construction de la villa en  1574, attestée par des documents concernant les travaux exécutés par
Bartolomeo Ammannati et son assistant Giovanni Antonio Dosio pour le compte de François Ier de Médicis.
Cette villa, quoique sans éléments d'originaux, fut un des plus majestueuses villas médicéennes : quatre solides tours avec une loggia sur chaque sommet, relevées au [Settecento], placées aux quatre angles du corps principal, comportant quatre grandes ailes qui entourent une vaste cour centrale carrée.
Le revêtement en  crépi blanc est typique des villas toscanes, comme les arêtes, les fenêtres et les portails encadrés de grès (pietra arenaria).
Loin des autres édifices, sur le rivage gauche de l'Arno près de la confluence avec la Pesa, la villa domine tout le paysage environnant et, avec son profil unique, on peut voir de toutes les collines de la plaine environnante, un bel exemple de villa fortifiée qui représentait ostensiblement la domination du prince sur son territoire.
Le jardin, aujourd'hui disparu était situé devant la villa et arrivait jusqu'au point d'embarquement sur la Pesa ; il était composé de quatre carrés délimités de parterres de plantes à feuillages persistants, et comprenait une grotte artificielle, dans le versant vers l'Arno et réalisée par Giovan Battista Ferrucci de la Tadda.
En plus d'être voisin de l'Arno, elle avait l'avantage d'être au centre d'une grande réserve de  chasse, qui avec les autres villas limitrophes (Artimino, Poggio a Caiano, Magia et Montevettolini) comprenait presque toute la zone du Monte Albano. Elle fut souvent employée pour les parties de chasse, les séjours et même comme étape dans les fréquents déplacements entre Florence et Pise.

### Sous Cosme III auXVIIesiècle
Elle fut la demeure préférée de Cosme III de Médicis, qui y installa quelques-unes de ses collections de peintures, de spécimens botaniques ou de sciences naturelles, en les faisant orner par Ferdinando Tacca.
En 1677, il fit construire une loggia pour recevoir le Cabinet d'histoire naturelle, où le médecin du grand-duc Francesco Redi exécuta quelques expériences et croisements d'animaux rares qu'il faisait venir exprès à la villa, comme l'oiseau indien « caracos », retrouvé sur la plage de Grosseto, le perroquet blanc des Indes « grand comme une poule », ou la cigogne noire. Ne manquaient pas non plus les aberrations de la nature, ponctuellement décrites et portraiturées par Bartolomeo Bimbi, exagérées sans doute par le goût des caprices grotesques du Seicento : comme la vitella et le mouton bicéphale. Cosme III transporta dans la villa, une partie des œuvres d'Andrea Scacciati, peintre de la grande-duchesse Vittoria della Rovere dont il hérita. Douze bouquets de Scacciati sont conservés aujourd'hui dans les galeries florentines.
Profondément religieux, il fit construire près de la villa, un couvent dédié à San Pietro d'Alcántara, où s'établirent des moines venus spécialement d'Espagne.

### Asile auXVIIIesiècle
La villa fut altérée au Settecento avec la création d'un étage supplémentaire ainsi que des modifications encore plus spectaculaires à l'Ottocento, sur l'initiative de Léopold II de Toscane quand elle fut transformée en asile pour les malades mentaux. Ce triste sort était la conséquence de l'idée utilitariste que les derniers grands-ducs eurent du système des villas, qu'ils spolièrent ou aliénèrent à des privés à de rares exceptions près.

### Prison auXIXesiècle
La villa est devenue au XIXe siècle un centre de détention, deux détenus célèbres : les anarchistes Giovanni Passannante et Pietro Acciarito ont passé ici leurs derniers moments de la vie. Aujourd'hui elle reçoit l'Istituto penitenziario criminale (Institut pénitentiaire criminel).

## Sources
- (it) Cet article est partiellement ou en totalité issu de l’article de Wikipédia en italien intitulé « Villa medicea dell'Ambrogiana » (voir la liste des auteurs).